# Ги де Люксембург-Линьи
Ги I де Люксембург-Линьи (фр. Guy I de Luxembourg-Ligny; 1340 — 23 августа 1371) — граф де Сен-Поль (под именем Ги VI) с 1360, граф де Линьи, сеньор Русси и Бовуара с 1364 года.

## Биография
Сын Жана I де Люксембурга, сеньора де Русси, и Алисы де Дампьер, дамы де Ришбур.
По словам Жана Фруассара, был одним из первых, кто начал действия против англичан в 1369 году. Зимой 1370—1371 был заместителем коннетабля Дюгеклена в Овернском походе.
В битве при Басвайлере (22 августа 1371 года) сражался на стороне своего родственника Венцеля I Люксембургского против герцогов Юлиха и Гелдерна. Был ранен и оставлен на поле боя, на следующий день убит мародёрами.

## Семья и дети
В 1354 году Ги I женился на Маго де Шатильон (1335—1378), графине де Сен-Поль, дочери Жана де Шатильон-Сен-Поль и Жанны де Фиен.
Дети:
- Валеран III Люксембургский (1356—1415), граф де Линьи и де Сен-Поль, погиб в битве при Азенкуре
- Пьер де Люксембург (1369—1387), кардинал, епископ Меца, беатифицирован в 1527
- Маргарита, с 1377 замужем за Пьером д’Энгиен (ум. 1384), с 1396 — за Жаном III де Вершен (погиб в битве при Азенкуре)
- Жан Люксембургский, сир де Бовуар (1370—1397), был женат на Маргарите, графине де Бриенн. Родоначальник младшей ветви Сен-Полей, отец Пьера Люксембургского, графа де Сен-Поль, и Жана II графа Линьи.
- Андре де Люксембург (ум. 1396), епископ Камбре
- Мария де Люксембург. Муж 1): Жан де Конде (ум. 1391); 2): граф Симон фон Зальм (ум. 1397)
- Жанна де Люксембург, графиня де Сен-Поль и де Линьи (ум. 1430)